# Jaguar F-Type SVR

Jaguar F-Type SVR é um superesportivo da marca britânica, com mais de 570 cavalos de potencia e 60 Kgfm de torque. É um automóvel tração traseira, preparado para pista de corridas e para as ruas, apresentando assim muita sobreviragem. No entanto apesar de ser um carro divertido, pode ser muito perigoso em condições de perda de tração. O carro tem um desempenho fantástico, pode chegar de 0-100km/h  de 3.7 segundos.